# Sukoró
Sukoró is een plaats (község) en gemeente in het Hongaarse comitaat Fejér. Sukoró telt 923 inwoners (2001).